# Isaak Iselin
Isaak Iselin, né le 7 mars 1728 à Bâle, mort le 15 juillet 1782 dans la même ville, est un philosophe suisse.

## Biographie
Fils de Christoph Iselin, fabricant et vendeur de soie à Bâle et de Anna Maria Burckart, Isaak Iselin étudie en 1742 la philosophie à Bâle puis le droit. En 1751, Iselin est nommé à Bâle Doctor iuris utriusque.
En 1755, il publie Philosophischen und patriotischen Träume eines Menschenfreundes (Rêves philosophiques et patriotiques d'une union humaine). En 1756, Iselin devient greffier de la ville de Bâle, poste qu'il occupe jusqu'à sa mort.
Iselin publie ses idées de politique sociale et de pédagogie avec Geschichte der Menschheit (Histoire de l'humanité) en 1764. En 1767, il travaille avec Friedrich Nicolai sur l'Allgemeinen Deutschen Bibliothek. En tant qu'éditorialiste, il promeut la philanthropie et la physiocratie. Au contraire de Jean-Jacques Rousseau, la philosophie de l'histoire d'Isaak Iselin est un progrès linéaire vers l'humanité. De 1776 à 1778 et de 1780 à 1782, il édite des Éphémérides de l'humanité. Il est ami de Johann Heinrich Pestalozzi.
En 1761, Iselin est membre fondateur de la Société helvétique qu'il préside en 1764. En 1777, il est un fondateur de la Gesellschaft für das Gute und Gemeinnützige.
Avec son épouse Helena Forcart, Isaak Iselin a neuf enfants, leur deuxième fille est Anna Maria Preiswerk-Iselin.